# Stefan Urquelle
Stefan Urquelle era el alter ego de Steve Urkel, protagonizado por Jaleel White. Este personaje surgió cuando Steve se siente muy frustrado debido a que no era popular entre la gente de su instituto, y además ve que así, no es capaz de conquistar a su amada Laura Winslow. Entonces decide cambiar no solo su personalidad, si no también sus partes tanto físicas como psíquicas (trastornando también su ADN). Entonces inventa una máquina que lo convierte en una persona totalmente distinta a la que era Steve. Esta vez se convierte en un tipo atractivo, con un carácter seductor y completamente distinta a la versión del Urkel que conocíamos antes. Al final del episodio, Urkel vuelve a adaptar su forma habitual, pero no sería la última vez que veríamos al personaje de Stefan Urquelle.
En capítulos posteriores, Urkel inventó una máquina para clonar seres humanos y se clonó a sí mismo, duplicándose así y creando dos versiones suyas. Pero entonces descubrió que su segunda copia era su alter ego Stefan Urquelle, y entonces este personaje cobra cierta independencia. Entonces Stefan empieza a salir con Laura, cosa que no le agradó en absoluto a Steve.
En el episodio "Los Winslows van a París", Stephan decide viajar con la familia Winslow a París, para trabajar allí como modelo y exponer su gran físico. Allí, le propone a Laura que se case con él, pero en el último momento, rechaza su petición y decide volver con su familia a Chicago. Entonces Stefan se queda en París, aunque posteriormente vuelve.
- Datos: Q6134135